# Glomeris flavomaculata
Glomeris flavomaculata är en mångfotingart som beskrevs av Lucas. Glomeris flavomaculata ingår i släktet Glomeris och familjen klotdubbelfotingar. Inga underarter finns listade i Catalogue of Life.